# Slag bij Cádiz
De Slag bij Cádiz of de Vangst van het Rosily-eskader vond plaats op 19 juni 1808. De Spaanse vloot wist hier de Franse vloot die in Cádiz lag buit te maken.

## Achtergrond
De vloot van admiraal François de Rosily had het vrij lastig terwijl het voor anker lag bij Cádiz. Hij was door de voor de Franse slecht afgelopen slag bij Bailén afgesneden van soldatentoevoer naar Cádiz. Hij zorgde ervoor dat hij sterke defensieve posities innam. Rosily eiste van de stad Spaanse gijzelaars, vanwege de slechte omstandigheden van de Franse inwoners van de stad, maar de gouverneur Tomás de Morla y Pacheco weigerde waardoor er een gevaarlijke situatie ontstond. Hierop eiste Tomás de Morla de overgave van de vloot en liet de kanonnen opstellen richting de vloot.

## Slag
In de middag van 9 juni opende de Spaanse kanonnen. De beschieting hield aan tot middernacht. Ondertussen hadden de Spanjaarden aan wal de hulp ingeroepen van twee Spaanse linieschepen. Ook de volgende ochtend werd het Franse eskader onder vuur genomen. Na het middaguur hees een van de Franse schepen een witte vlag. Niet lang daarna ontving Morla een brief van Rosily waarin de Fransman aanbood om zijn kanonnen en munitie te ontschepen, maar Rosily weigerde zijn vlag te strijken of zijn mannen van boord te laten gaan.
De voorwaarden voor de onderlinge vrede waren onacceptabel voor de Spanjaarden. De dagen daarop bleven de Spaanse beschietingen op het eskader aanhouden. Na bijna vijf dagen van onafgebroken kanonnenvuur gaf Rosily zich over. In de middag van die 14de juli werden op de Franse schepen de Spaanse vlag gehesen.

## Nasleep
De stad Cádiz lag al geruime wegens strategische overwinningen geblokkeerd door een Engelse vloot onder leiding van Cuthbert Collingwood. Door de Spaanse opstand tegen de Franse bezetter besloot de premier van Engeland, George Canning dat alle vijandigheden tussen Spanje en Engeland zou worden stopgezet. Hierdoor werd ook de aanwezige blokkade bij Cádiz opgeheven.